# Könemann
Könemann Verlagsgesellschaft mbH, fondée en mars 1993, est une maison d'édition allemande basée à Cologne. 

## Histoire
Créée le 26 mars 1993, Könemann fait faillite en 2001. Tandem Verlag (de) reprend la société.

## Gamme de publication
Könemann publiait des livres illustrés sur l'histoire de l'art, l'architecture et la cuisine. Des livres sur la faune ont également publiés, notamment sur les baleines et les dauphins.